# Láhej Sulci
I Láhej Sulci sono una struttura geologica della superficie di Encelado.